# Сельское поселение «Деревня Алнеры»
Се́льское поселе́ние «Деревня Алнеры» — муниципальное образование в Сухиничском районе Калужской области Российской Федерации.
Административный центр — деревня Алнеры.

## История
Статус и границы сельского поселения установлены Законом Калужской области от 1 ноября 2004 года № 369-ОЗ «Об установлении границ муниципальных образований, расположенных на территории административно-территориальных единиц "Думиничский район", "Кировский район", "Медынский район", "Перемышльский район", "Сухиничский район", "Тарусский район", "Юхновский район", и наделении их статусом городского поселения, сельского поселения, муниципального района».

## Население
| 2010 | 2012 | 2013 | 2014 | 2015 | 2016 | 2017 |
| ---- | ---- | ---- | ---- | ---- | ---- | ---- |
| 301  | ↘299 | ↘291 | ↘284 | ↗296 | ↗303 | ↘302 |
| 2018 | 2019 | 2020 | 2021 |      |      |      |
| ↘297 | ↘289 | ↘278 | ↗279 |      |      |      |

## Состав сельского поселения
| № | Населённый пункт | Тип населённого пункта          | Население |
| - | ---------------- | ------------------------------- | --------- |
| 1 | Алнеры           | деревня, административный центр | ↘48       |
| 2 | Кипячка          | деревня                         | ↘16       |
| 3 | Колодези         | деревня                         | ↘28       |
| 4 | Кривское         | деревня                         | ↘6        |
| 5 | Левково          | деревня                         | ↘32       |
| 6 | Руднево          | деревня                         | ↘165      |
| 7 | Свечи            | деревня                         | ↗6        |